# Röd aztek-kaktus
Röd aztek-kaktus (Aztekium hintonii) är en suckulent växt inom aztek-kaktussläktet och familjen kaktusväxter. Arten beskrevs 1992 av Charles Edward Glass och W.A.Fitz Maurice.

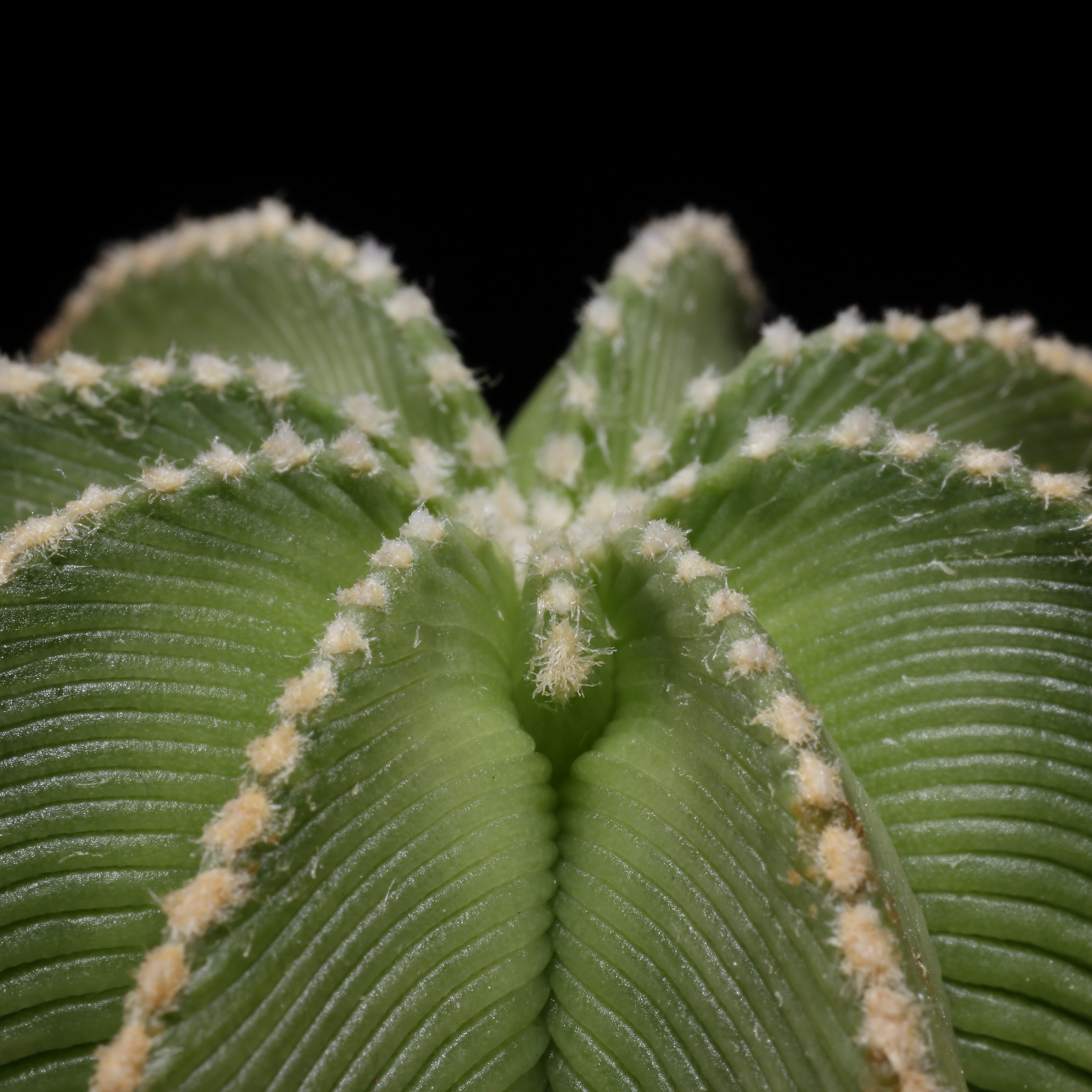
Närbild på plantan.